# Bintang Bolong
Bintang Bolong (także Bitang Bolong i Vintang Bolong, fr. Bintang Bôlon) – rzeka w Afryce Zachodniej, w Gambii i Senegalu. Liczy 130 kilometrów długości.
Jest największym dopływem rzeki Gambia. Wypływa w senegalskim regionie Kolda. Następnie płynie w kierunku północno-zachodnim. Uchodzi do Gambii w punkcie Bintang Point, na terenie Gambii. Nad rzeką leżą miejscowości Bwiam, Bintang i Kalagi w Gambii.